# Club Atlético Grau
El Club Atlético Grau, conocido como Atlético Grau o simplemente Grau, es un club de fútbol de la ciudad peruana de Piura, en el departamento homónimo. Fue fundado el 5 de junio de 1919 y actualmente participa en la Liga 1, la máxima categoría del fútbol nacional.
Es uno de los equipos más populares del norte del Perú. En la tabla histórica del fútbol peruano se ubica en el vigesimoquinto puesto. Asimismo, es considerado como patrimonio de Piura.

## Historia

### 1919: Fundación
El Atlético Grau fue fundado un 5 de junio de 1919 bajo el nombre de Club Miguel Grau, según consta en actas y a pedido de quien se considera fundador, Guillermo Herrera. El hecho tuvo lugar en el domicilio de don Juan Seminario Vinces, en la calle Tacna de Piura, frente a la casona donde naciera don Miguel Grau Seminario, a las 9 de la noche. Don José Erquiaga fue su primer presidente. El club es uno de los fundadores de la Liga Provincial de Fútbol de Piura el 22 de febrero de 1922, participando desde entonces en los campeonatos de selección y competencia, como antaño se denominaba a los torneos oficiales.

### 1922-1965: Era Amateur
En los años '30, el Atlético Grau se hizo conocido como Los Académicos y conquistaron los títulos durante los años 1928 y 1934. Pero, el mejor ciclo en la historia del club fue interrumpido en la década de 1950 cuando descendió a la Segunda División.
En 1952 se enfrentó en un amistoso a Alianza Lima en el recordado Estadio Viejo empatando en un gran partido a dos goles por lado.
En 1959, el equipo retornó a primera y logró el concurso de los jóvenes jugadores que destacaban en otros clubes locales. El Atlético Grau se convirtió en una verdadera selección de Piura, incluso aportando nueve jugadores a la Selección Nacional que ganó la medalla de oro en los Juegos Bolivarianos de Barranquilla en 1961.

### 1966-1970: Debut en el Torneo Descentralizado
En 1966, durante la presidencia de Orlando Balarezo Calle, recibe la invitación de la Federación Peruana de Fútbol para participar en el primer Torneo Descentralizado junto a los equipos de tradición futbolística como Melgar, Alfonso Ugarte de Chiclín y Octavio Espinoza. El 14 de agosto de 1966 el club hizo su debut en el Descentralizado derrotando por 1-0 al Alianza Lima. En aquel torneo logró mantenerse en Primera al ser el mejor ubicado entre los equipos invitados. Su permanencia en Primera sería hasta 1970 en que perdió la categoría junto al Deportivo SIMA del Callao.

### 1972: Obtención de la Copa Perú
Dos años después, en 1972 se coronó campeón de la Copa Perú obteniendo el retorno a la Primera División. El equipo estuvo dirigido por Guillermo Quineche Gil y estaba conformado por: Rolando Jiménez, Jorge Albán, Julio Miranda, Julio Ceballos, Manuel Mora, Javier Márquez, Manuel "Meleque" Suárez, Toribio Peña del Rosario, Marcos Murguía, José "Quimbo" Córdova y Reynaldo Rojas. Militó cuatro años en la categoría privilegiada, pero tuvo que verse relegado en el año 1975 al quedar entre los últimos lugares del campeonato.

### 1985-2016: Malos resultados y crisis institucional
Entre 1986 y 1991 participó en los torneos regionales del norte, sin lograr el título de ninguno por lo que no llegó al Descentralizado Nacional, volviendo para 1992 a la Copa Perú tras reducirse el número de equipos en Primera. En el año 2002 perdió la oportunidad de regresar a Primera División al ser derrotado en la final de la Copa Perú por el Atlético Universidad de Arequipa.
En 2009 participó en la recién creada Liga Superior de Piura siendo su primer campeonato pero posteriormente fue eliminado en la Etapa Regional por su rival más emblemático el "Atlético Torino de Talara" . Al año siguiente fue eliminado en la Etapa Nacional por Comerciantes Unidos mientras que en la Copa Perú 2011 también fue eliminado en esa misma etapa pero esta vez por UTC de Cajamarca.
En la campaña de la Copa Perú 2012 fue eliminado en la Etapa Regional al verse superado en su grupo por Académicos Alfred Nobel. Luego quedaría fuera del torneo en la Regional en los años 2013 y 2014 y 2015 este último eliminado por Defensor La Bocana  quien sería el campeón de la Copa Perú. 
El 2016 con autoridad sería campeón de la Departamental de Piura, con esto clasificó a la Copa Perú sin embargo sería eliminado en primera fase y siendo una decepción por la expectativa que generó.

### 2017-2018: Ascenso a la Segunda División
El 2017 se tomaría la revancha de los años anteriores, tras lograr el campeonato departamental, avanzaría a la Etapa Nacional donde acabaría primero y así lograr su clasificación directa a la segunda fase, tras la victoria ante Carlos Stein avanzaría a la Tercera ronda donde lograría emparejar el resultado de la ida donde perdió 4-0 en la vuelta en la que ganaría 0-4 ante José María Arguedas, tras esto clasificaría al Cuadrangular final por mejor resultado en la Etapa Nacional, donde quedaría segundo por detrás de Deportivo Binacional por GF, y así clasificando a su primera participación en Segunda División.
El 2018 su primera temporada lograría buenos resultados haciendo respetar la localía donde no sería derrotado en casa toda la temporada, esto le valió para quedar ubicado entre los 8 primeros, donde el formato de ese año lo emparejaría en una ronda eliminatoria, donde sería eliminado por Carlos A. Mannucci por un global de 6:3. 

### 2019: Retorno a la Primera División tras 28 años
El año 2019 la denominación del torneo pasaría a llamarse Liga 2, tras la salida de 2 equipos aumentaría sus probabilidades de ubicarse entre los 8 primeros, a la vez sería el año de su Centenario, esta temporada lograría victorias importantes de visita e imponiéndose de local, así al culminar la primera ronda se ubicaría segundo, mientras tanto su otra participación estaría en la Copa Bicentenario donde tras quedar emparejado con Sporting Cristal, Alianza Atlético y César Vallejo avanzaría como el segundo del grupo; luego en octavos tras eliminar en penales a UTC (7:6), se tomaría la revancha ante Sporting Cristal donde lograría el golpe en el torneo tras eliminarlos por penales (5:3), ubicándose con Deportivo Coopsol donde le ganaría con mucha autoridad con un global 2-7, así llegando a la final contra Sport Huancayo, ganando en la tanda de penales y clasificando a la Copa Sudamericana 2020 siendo esta la mejor temporada del cuadro albo. Grau ha jugado el Cuadrangular de Ascenso y regresa a Primera División luego de 28 años tras quedar puntero del mencionado torneo con 5 puntos igualado con Deportivo Llacuabamba pero con una diferencia de +2 comparado con el +1 de Llacuabamba.

### 2020: Debut internacional y descenso a la Segunda División
En su regreso a la máxima división en la Liga 1 2020 no tendría los resultados esperaros y tras una serie de derrotas consecutivas trajo como consecuencia la salida de su entonces entrenador Pablo Zegarra, posteriormente tuvo que comprometerse a pelear la baja durante todo el campeonato bajo el mandato de Rafael Castillo. Tras la vuelta por la pandemia de COVID-19 el equipo terminaría penúltimo en la Fase 1 y mientras tanto Fase 2 terminarían séptimos de la Liguilla A. Grau no lograría salvarse y en la tarde del 28 de noviembre de 2020 descendió a la Liga 2 2021 tras empatar 1-1 en la última fecha contra Alianza Universidad. 
Por su parte en su debut internacional en la Copa Sudamericana 2020, tras definirse el sorteo se determino que su rival en la Primera Fase sería el River Plate uruguayo, desafortunadamente el cuadro quedaría eliminado tempranamente del torneo tras caer 1-3 frente a su rival en el resultado global.

### 2021: Campeón de Segunda División e inmediato regreso a Primera División
Una vez en Segunda División el equipo no iba a dar por vencido y bajo el mandato de Jesús Oropesa en la Liga 2 2021 se mantendría en los primeros lugares durante todo el torneo. En la Copa Bicentenario 2021 jugaría directamente desde los octavos de final como el campeón defensor, en dicha etapa su contrincante fue Deportivo Municipal, rival a quien derroto en tanda de penales 5-4 tras empatar sin goles en el tiempo reglamentario; en cuartos de final su rival fue Sport Chavellines donde vencería 2-1; ya en semifinales su rival fue Carlos Mannucci donde tras empatar 2-2 quedarían eliminados desde el punto penal 3-5. Volviendo a la Liga 2, acabaría segundo en la Fase 1 mientras que en la Fase 2 terminaría cuarto, acabando en la segunda posición de la tabla general y clasificando a los play-offs del campeonato. Debido a que el ganador de la Fase 2 que fue Unión Huaral no alcanzó los primeros 6 lugares del acumulado Grau accedió directamente a la final la cual la juego contra el ganador de la Fase 1 que fue Sport Chavellines a partido único, finalmente en la noche del 9 de octubre de 2021 el club albo regresó nuevamente para la Liga 1 2022 tras coronarse campeón frente a dicho rival 2-1.

### 2022-Act: Consolidación en la Primera División
Nuevamente en la Primera División el patrimonio no iba a permitir que vuelva a ocurrir lo mismo que en la temporada 2020 y contrata al entrenador argentino Gustavo Álvarez para afrontar la Liga 1 2022 de la cual no empezó bien tras quedar en la 13.ª posición en el Torneo Apertura, sin embargo, para el Torneo Clausura el equipo se hace una tremenda campaña tras quedar terceros tan solo a 5 puntos del líder Alianza Lima. Al final Grau culminó en la décima posición con 55 puntos de la tabla general, tan solo a 2 puntos de clasificar a la Copa Sudamericana 2023.
Llegando a la Liga 1 2023 y ahora bajo la dirección de Ángel Comizzo el equipo albo no tendría el mismo rendimiento que la temporada anterior, acabaron en el puesto 12.º del Torneo Apertura y en el puesto 14.º del Torneo Clausura. Finalizaron en la media tabla (posición 12.º) con 41 puntos, sin chances de clasificar a un torneo internacional pero tampoco de descender.
Ya en la Liga 1 2024 el patrimonio de Piura volvería a tener una buena campaña a pesar de no tener un buen Torneo Apertura, ya que en el Torneo Clausura se levantaría y se mantuvo peleando cupo internacional durante la segunda mitad del año. Afortunadamente consiguen el objetivo y clasificaron a la Copa Sudamericana 2025 tras vencer a Cusco FC 1-0 a domicilio a una fecha de finalizar el campeonato, culminando en la séptima posición con 51 puntos. 

## Uniforme
- Uniforme titular: Camiseta blanca, pantalón blanco, medias blancas.
- Uniforme alternativo: Camiseta de rayas verticales rojas y amarillas, pantalón rojo, medias rojas.

### La primera camiseta
Luego de la fundación del club, allá por el año 1919, se decidió que la camiseta del Grau fuera a rayas verticales rojas y amarillas y short y medias negras. El modelo de la camiseta se mantuvo hasta fines de los años 1950, en que se cambió el color de la camiseta por la alba actual.

### Evolución del uniforme

##### Titular
| 1919-1959 | 1960-2010 | 2011 | 2012 | 2013 | 2014 | 2015 | 2016-2017 | 2017 | 2018 - inicial |

| 2018 - final | 2019 | 2020 | 2021 | 2022 | 2022 | 2023 | 2024 | 2025 |

##### Alternativo
| 2011 | 2012-2013 | 2014-2015 | 2016-2017 | 2018 - inicial | 2018 - final | 2019 | 2020 | 2021 | 2022 |

| 2022 | 2023 | 2024 | 2025 |

##### Tercera
| 2020 |

### Patrocinio
| Período                    | Proveedor |
| -------------------------- | --------- |
| 2007                       | Palant    |
| 2008 - 2009                | Walon     |
| 2010 (enero - agosto)      | Real      |
| 2010 (agosto - actualidad) | Walon     |

| Período       | Auspiciador     |
| ------------- | --------------- |
| 2007          | Cerveza Cristal |
| 2008 - 2009   | Caja Paita      |
| 2010 - 2016   | Caja Piura      |
| 2017          | UCV             |
| 2018-2019     | Caja Huancayo   |
| 2020-presente | Caja Piura      |

## Hinchada

### Popularidad
El Atlético Grau está considerado entre los equipos más populares del norte del Perú y es el equipo más tradicional y popular para la afición piurana.

### Sentimiento Albo
La barra es proveniente de Piura se le conoce como Sentimiento Albo 12 fue reconocida por el Club y en toda Piura el 13 de febrero de 2003. Pues cuando juega congrega a 10 mil hinchas en promedio en su estadio cosa que muy pocos clubes lo hacen en Perú.
La barra también es acréditada como el alma de un equipo, ya que alientan a la victoria.

## Rivalidades

### Clásico Piurano
El Atlético Grau mantiene una rivalidad regional con los clubes Alianza Atlético y Atlético Torino, con los que disputa los Clásicos Regionales.
Al ser los clubes más tradicionales del Departamento de Piura, estos clásicos se jugó con regularidad en los años 70 y 80.
Atlético Grau y Alianza Atlético de Sullana han coincidido en los torneos de segunda división de los años 2018 y 2019, así como también en el torneo de primera división del 2022, reavivando el clásico del departamento de Piura. Los partidos entre ambos clubes son de alto riesgo, debido a la gran rivalidad entre las hinchadas de ambos equipos.

### Clásico de la Ciudad
Atlético Grau tiene una rivalidad histórica con los clubes Sport Escudero y Sport Liberal con quien disputa los Clásicos Barriales, estas rivalidades comenzó a principio de los años 30, cuando dichos clubes compartían el barrio.

## Infraestructura

### Estadio
El Estadio Miguel Grau, está ubicado en la Urbanización Miraflores, distrito de Castilla. Lleva el nombre del máximo héroe peruano y fue inaugurado el 8 de junio de 1958, en un encuentro entre Alianza Lima y Universitario, el partido finalizó 1-1. Cabe destacar que este fue el clásico número 100 de la historia. El Estadio ha tenido varias remodelaciones han hecho cambiar el aspecto que lucía en sus comienzos. La última remodelación se dio con miras a la Copa América 2004 disputada en el mes de julio, ha dejado como saldo una capacidad de 25.000 espectadores. También ha sido sede del Mundial Sub-17 disputado en Perú entre los meses de septiembre y octubre de 2005.
Tiene cuatro tribunas con todas las comodidades necesarias para disfrutar de un evento de primera categoría, así como una imponente iluminación artificial y un moderno tablero electrónico. El estadio tiene cuatro torres de iluminación y cada una alcanza los 1000 luxes. Es utilizado principalmente por el club Atlético Grau y que participa en la Copa Perú, y en algunas oportunidades por Alianza Atlético en sus partidos por la Copa Sudamericana y la Copa Movistar.

Panoramica interior del estadio

### Sede
El club cuenta con su local propio ubicado en la avenida Luis Montero Manzana V Lote 7-8 en la Urbanización Miraflores en la ciudad de Piura.

## Datos del club
- Puesto histórico: 25.º[18]
- Temporadas en Primera División: 19 (1966-1970, 1972-1975, 1986-1991, 2020, 2022-presente)
- Temporadas en Segunda División: 3 (2018-2019, 2021)
- Mayor goleada conseguida:
  - En campeonatos nacionales: 
    - 6:0 Sport Boys (9 de septiembre de 1973).
    - 6:0 Cultural Santa Rosa (21 de septiembre del 2019).[19]
    - Sport Loreto 3:6 (18 de agosto del 2019),[20][21]
    - Los Caimanes 2:5  (13 de octubre del 2019).[22]
- Mayor goleada recibida:
  - En campeonatos nacionales:
    - 1:4 Alianza Lima (7 de enero de 1976).
    - 0:3 Universitario (30 de noviembre de 1975),
    - 0:3 Deportivo Cañaña (1988).
    - UTC 7:0 (26 de agosto de 1986).

  - En campeonatos internacionales: 
    - 1:2  River Plate (11 de febrero de 2020).
    -  River Plate 1:0 (25 de febrero de 2020).
- Mejor puesto en la liga: 6.º (1966 y 1967)
- Mejor resultado en Copa Perú: 
  - 16:1 Municipal de Huancabamba (29 de julio de 2013)[23]
- Mejores jugadores: Manuel "Meleque" Suárez, Cesar "Guanabita" Gutiérrez.

### Participaciones internacionales
| Torneo                | Ediciones   |
| --------------------- | ----------- |
| Copa Sudamericana (2) | 2020, 2025. |

### Por competición
| Torneo            | Temp. | PJ | PG | PE | PP | GF | GC | Dif. | Pts. | Mejor desempeño |
| ----------------- | ----- | -- | -- | -- | -- | -- | -- | ---- | ---- | --------------- |
| Copa Sudamericana | 2     | 2  | 0  | 0  | 2  | 1  | 3  | -2   | 0    | Primera fase    |
| Total             | 2     | 2  | 0  | 0  | 2  | 1  | 3  | -2   | 0    | —               |

## Jugadores

### Transferencias: 2025
| Altas                | Altas          | Altas               | Altas    |
| Futbolista           | Posición       | Procedencia         | Tipo     |
| -------------------- | -------------- | ------------------- | -------- |
| Rodrigo Vilca        | Centrocampista | Newcastle United    | Libre    |
| Christopher Olivares | Delantero      | Universitario       | Libre    |
| Raúl Ruidíaz         | Delantero      | Seattle Sounders    | Libre    |
| Francesco Cavagna    | Defensa        | Deportivo Municipal | Libre    |
| Juan Garro           | Centrocampista | Palestino           | Libre    |
| Tomás Sandoval       | Delantero      | Colón               | Préstamo |
| Aarom Fuentes        | Portero        | Deportivo Municipal | Libre    |
| José Bolívar         | Defensa        | Universitario       | Libre    |

| Bajas             | Bajas          | Bajas               | Bajas           |
| Futbolista        | Posición       | Destino             | Tipo            |
| ----------------- | -------------- | ------------------- | --------------- |
| Fernando Cavalier | Portero        | Bandera de ?        | Libre           |
| Ray Sandoval      | Delantero      | Comerciantes Unidos | Libre           |
| Oslimg Mora       | Defensor       | Sport Boys          | Libre           |
| Anthony Rosell    | Defensor       | UTC                 | Libre           |
| Álvaro Ampuero    | Defensor       | Cusco               | Libre           |
| Piero Vivanco     | Centrocampista | Alianza Lima        | Fin de Préstamo |
| Luis Álvarez      | Defensor       | ADT                 | Libre           |
| Franklin Godos    | Delantero      | Atlético Torino     | Libre           |
| Mauro Da Luz      | Delantero      | ADT                 | Libre           |

### Distinciones
Se consideran partidos oficiales, de las eras amateur y profesional, por campeonatos de Primera División, copas nacionales y torneos internacionales.

#### Goleadores
| Jugador          | Goles | Temporadas | Años              |
| ---------------- | ----- | ---------- | ----------------- |
| Carlos Mendoza   | 43    | 18         | 1938-52 / 1954-56 |
| Manuel Suárez    | 39    | 11         | 1929-39           |
| Julio García     | 32    | 15         | 1942-52 / 1957-60 |
| Alejandro Campos | 27    | 8          | 1926-33           |
| César Echeandía  | 24    | 2          | 1973-74           |

## Entrenadores
| Nombre                  | Año         |
| Ladislao Pakozdi        | 1966        |
| Juan Honores            | 1967        |
| Osvaldo Pérez           | 1967        |
| Juan Honores            | 1969 - 1970 |
| Juan Seminario          | 1970        |
| Guillermo Quineche Gil  | 1972        |
| Pedro Valdivieso        | 1972        |
| Guillermo Quineche Gil  | 1974        |
| Manuel Suárez           | 1981        |
| Manuel Suárez           | 1986        |
| Hugo Córdova            | 1997        |
| Juan Honores            | 1997        |
| Jorge Zúñiga Díaz       | 2000        |
| Sabino Bártoli          | 2001        |
| Juan Carlos Murúa       | 2001        |
| José Ramírez Cubas      | 2002        |
| Luis Cruzado            | 2003        |
| Julio Peña              | 2004        |
| Johano Bermúdez Montero | 2005        |
| Pedro Cruz Navarrete    | 2006        |
| Elbert Olaya            | 2006        |
| Johano Bermúdez Montero | 2007        |
| Ricardo Montejo         | 2007        |
| Roberto Arrelucea       | 2008        |
| Javier Atoche           | 2008        |
| Fernando Ramírez        | 2009        |
| Marco Antonio Ipinze    | 2009        |
| Nolberto Cruz           | 2009        |
| José Chacaltana         | 2010        |
| Jorge Zúñiga Díaz       | 2010        |
| José Ramírez Cubas      | 2010        |
| Mario Flores            | 2011        |
| Jorge Zúñiga Díaz       | 2012        |
| Javier Atoche           | 2012        |

| Nombre                | Año         |
| José Ramírez Cubas    | 2013        |
| Jorge Zúñiga Díaz     | 2013        |
| José Fernando Ramírez | 2013        |
| Aristóteles Ramos     | 2014        |
| Fidel Suárez          | 2015        |
| Erick Silva           | 2015        |
| Guillermo Esteves     | 2016        |
| José Ramírez Cubas    | 2017        |
| Mario Flores          | 2017 - 2018 |
| Gerardo Gutiérrez     | 2018        |
| Wilmar Valencia       | 2019        |
| Pablo Zegarra         | 2020        |
| Rafael Castillo       | 2020        |
| Javier Arce           | 2021        |
| Carlos García Mezones | 2021        |
| Jesús Oropesa         | 2021        |
| Gustavo Álvarez       | 2022        |
| Daniel Ahmed          | 2023        |
| Ángel Comizzo         | 2023-act.   |

## Palmarés

### Torneos nacionales (4)
| Competición nacional                   | Títulos | Subcampeonatos    |
| -------------------------------------- | ------- | ----------------- |
| Copa Bicentenario (1/0)                | 2019.   |                   |
| Supercopa Peruana (1/0)                | 2020.   |                   |
| Segunda División del Perú (1/0)        | 2021.   |                   |
| Copa Perú (1/3)                        | 1972.   | 1982, 2002, 2017. |
| Torneos Cortos                         |         |                   |
| Cuadrangular de Ascenso (1/0)          | 2019.   |                   |
| Torneo Apertura Segunda División (0/1) |         | 2021.             |
| Torneo Apertura (1/0)                  | 1969.   |                   |

### Torneos regionales (45)
| Competición regional                     | Títulos | Subcampeonatos    |
| ---------------------------------------- | --- | ----------------- |
| Etapa Regional - Región Norte A, I (4/2) | 1972, 2000, 2001, 2002. | 2003, 2011.       |
| Liga Departamental de Piura (12/3)       | 1971, 1980, 1984, 1997, 2000, 2001, 2002, 2003, 2009, 2010, 2016, 2017. (Récord)                                           | 1979, 2013, 2014. |
| Liga Superior de Piura (5/0)             | 2009, 2010, 2013, 2014, 2016. (Récord)                                                                                     |                   |
| Liga Provincial de Piura (5/2)           | 1979, 2002, 2003, 2007, 2008.                                                                                              | 2005, 2017.       |
| Liga Distrital de Piura (19/2)           | 1927, 1928, 1930, 1933, 1935, 1944, 1960, 1962, 1963, 1965, 1971, 1979, 1980, 1984, 1997, 2000, 2007, 2008, 2017. (Récord) | 1931, 2005.       |